# Quero (kommun i Spanien, Kastilien-La Mancha, Province of Toledo, lat 39,49, long -3,27)
Quero är en kommun i Spanien.   Den ligger i provinsen Toledo och regionen Kastilien-La Mancha, i den centrala delen av landet, 110 km söder om huvudstaden Madrid. Antalet invånare är 1 311. Arean är 104 kvadratkilometer. Quero gränsar till Villafranca de los Caballeros, Villacañas, Villa de Don Fadrique, La Puebla de Almoradiel, Miguel Esteban, Campo de Criptana och Alcázar de San Juan. 
Terrängen i Quero är platt.